# Academia Colombiana de la Lengua
La Academia Colombiana de la Lengua (ACL) es una corporación autónoma de derecho privado, responsable del estudio del castellano, fomento de la literatura colombiana y el asesoramiento del uso del idioma español en la República de Colombia. Es integrante de la Asociación de Academias de la Lengua Española y su sede se encuentra en Bogotá, Colombia. Es la más antigua de las veintitrés academias correspondientes de la Real Academia Española, fundada el 10 de mayo de 1871 por José María Vergara y Vergara apoyado por un grupo de filólogos y escritores entre los que se destacan: Rufino José Cuervo y Miguel Antonio Caro.

## Historia
Aprobada por la Real Academia de la Lengua en noviembre de 1871, es la más antigua y la decana de todas las Academias Americanas de la Lengua.
En sus primeras décadas, no se ubicó en ningún lugar y se reunía en casas privadas, por lo que Miguel Antonio Caro la llegó a considerar como "concilio disperso". Su primera sede ocupó el predio en donde se encontraba la casa del fundador y expresidente Miguel Antonio Caro, construida entre 1916 y 1918, con diseño de Carlos Camargo Quiñones con el apoyo de Pietro Cantini. Ese inmueble, ubicado a la altura de la carrera Séptima, fue demolido para construir la avenida que hoy se llama avenida Ciudad de Lima, más conocida como avenida Calle 19, en las inmediaciones de la también demolida iglesia de la Concepción.
Su actual sede, situada en la carrera 3 con calle 17, fue construida a finales de la década de 1950. El edificio, de corte neoclásico, fue diseñado por el arquitecto español Alfredo Rodríguez Ordaz. La Academia fue la anfitriona del Tercer Congreso de Academias en 1960, en el que se presentó y se firmó el Convenio de Bogotá. El edificio de Rodríguez Orgaz se inauguró con ocasión de ese encuentro.
Desde 1960 la institución es asesora oficial del Gobierno de Colombia en materias idiomáticas.
Inicialmente, el número de miembros se fijó en doce, "como conmemorativo de las doce casas que los conquistadores, reunidos en la llanura de Bogotá el 6 de agosto de 1538, levantaron como núcleo de la futura ciudad". A lo largo de su historia, entre sus miembros se encuentran: Manuel María Mallarino, Santiago Pérez, Felipe Zapata, Germán Arciniegas, Jaime Sanín Echeverri, Diego Uribe Vargas, Otto Morales Benítez, Juan Gustavo Cobo Borda, Maruja Vieira, Marco Fidel Suárez y Fernando Hinestrosa Forero.

## Biblioteca
La biblioteca la organizó el académico Manuel José Forero. Está dividida en fondos que llevan el nombre de acuerdo con su donante o persona a la que perteneció.